# 宮崎県道209号上長川日之影線
宮崎県道209号上長川日之影線（みやざきけんどう209ごう かみなごうひのかげせん）は、宮崎県東臼杵郡諸塚村から西臼杵郡日之影町に至る一般県道である。

## 概要
東臼杵郡諸塚村大字七ツ山から西臼杵郡日之影町大字岩井川に至る。

### 路線データ
- 起点：東臼杵郡諸塚村大字七ツ山（宮崎県道50号諸塚高千穂線交点）
- 終点：西臼杵郡日之影町大字岩井川（宮崎県道205号向山日之影線交点）

## 歴史
- 1959年（昭和34年）6月1日 - 宮崎県告示第226号[1]により路線認定される。当時の整理番号は93。

## 路線状況

### 重複区間
- 六峰街道（東臼杵郡諸塚村大字七ツ山 - 西臼杵郡日之影町大字岩井川）

## 地理

### 通過する自治体
- 東臼杵郡諸塚村
- 西臼杵郡日之影町

### 交差する道路
| 交差する道路              | 市町村名 | 市町村名 | 交差する場所 | 交差する場所 |
| ------------------------- | -------- | -------- | ------------ | ------------ |
| 宮崎県道50号諸塚高千穂線  | 東臼杵郡 | 諸塚村   | 大字七ツ山   | 起点         |
| 六峰街道 重複区間起点     | 東臼杵郡 | 諸塚村   | 大字七ツ山   |              |
| 宮崎県道50号諸塚高千穂線  | 東臼杵郡 | 諸塚村   | 大字七ツ山   |              |
| 六峰街道 重複区間終点     | 西臼杵郡 | 日之影町 | 大字岩井川   |              |
| 宮崎県道205号向山日之影線 | 西臼杵郡 | 日之影町 | 大字岩井川   | 終点         |

### 沿線
- 日之影町立日之影小学校
- 日之影町役場